# Tykoniusz
Tykoniusz – pisarz chrześcijański działający w latach 370-390. Był donatystą. Około roku 380 został potępiony przez donatystyczny synod za ujawnienie słabych punktów w donatystycznej eklezjologii. Mimo to nie powrócił na łono Kościoła. Stworzył siedem zasad hermeneutycznych.

## Pisma
Według Gennadiusza z Marsylii Tykoniusz napisał rozprawy O wojnie wewnętrznej i Wyjaśnienia różnych spraw. W całości zachowało się dzieło pod tytułem Księga reguł – pierwsze łacińskie kompendium hermeneutyki biblijnej, a we fragmentach – Komentarz do Apokalipsy. Zachowane fragmenty Komentarza do Apokalipsy Tykoniusza zostały przetłumaczone na polski i wydane w tomie "Pierwsze łacińskie komentarze do Apokalipsy".

## Poglądy
W Komentarzu do Apokalipsy zaproponował nieeschatologiczny klucz interpretacyjny, według którego Apokalipsa wypełnia się w teraźniejszym życiu Kościoła, a nie jest proroctwem na temat końca czasów, odrzucał również milenarystyczne rozumienie historii. W myśl tego klucza pierwsze zmartwychwstanie z Apokalipsy należy tłumaczyć jako chrzest, natomiast drugie zmartwychwstanie jako powszechne zmartwychwstanie ciał.
Tykoniusz zaprzeczał twierdzeniom donatystów, którzy nauczali, że skuteczność chrztu zależy od moralnej godności kapłana, który go udziela. Twierdził też, wbrew donatystom, że cechą prawdziwego Kościoła jest powszechność.